# اتندورف، اتریش
اتندورف (به آلمانی: Attendorf) یک منطقهٔ مسکونی در اتریش است که در گراتس اومگبونگ واقع شده‌است. اتندورف ۱۵٫۶۶ کیلومتر مربع مساحت دارد ۳۵۴ متر بالاتر از سطح دریا واقع شده‌است.